# Romano Postema
Romano Postema, né le 7 février 2002 à Groningue aux Pays-Bas, est un footballeur néerlandais qui joue au poste d'avant-centre au FC Emmen, en prêt du FC Groningue.

## Biographie

### En club
Né à Groningue aux Pays-Bas, Romano Postema est formé par l'un des clubs de sa ville natale, le FC Groningue. Le 6 mars 2019, Postema signe son premier contrat professionnel. Le 31 août 2019, il fait sa première apparition en professionnel, lors d'une rencontre de championnat face à l'Heracles Almelo. Il entre en jeu à la place d'Amir Absalem (en) et son équipe s'incline par deux buts à un.
Le 22 mai 2020, il prolonge son contrat avec son club formateur jusqu'en juin 2024,.
Le 6 octobre 2020, Postema est prêté au FC Den Bosch pour le reste de la saison 2020-2021,. Le 23 avril 2021, Postema se fait remarquer lors d'une rencontre de championnat face au Roda JC en réalisant un triplé. Il contribue ainsi grandement à la large victoire de son équipe ce jour-là (7-0),.
Postema fait son retour à Groningue pour la saison 2021-2022. Le 27 octobre 2021, il se fait remarquer lors d'une rencontre de coupe des Pays-Bas face à Helmond Sport en réalisant un doublé, participant ainsi à la large victoire de son équipe (4-0),.
Après avoir commencé la saison 2022-2023 avec le FC Groningue, Postema est finalement prêté le 31 août 2022 au Roda JC, en deuxième division, jusqu'à la fin de la saison,.
Postema se fait remarquer dès son premier match pour Roda en marquant un but, le 4 septembre 2022, contre le MVV Maastricht, en championnat. Il inscrit le but égalisateur de son équipe en fin de match (1-1 score final).
De retour à Groningue pour la saison 2023-2024, Postema est cette fois intégré à l'équipe première, alors en deuxième division. Il se fait remarquer le 8 mars 2024 en réalisant un triplé en championnat face au MVV Maastricht, permettant à son équipe de s'imposer par trois buts à zéro.

### En sélection nationale
Romano Postema est retenu avec l'équipe des Pays-Bas des moins de 17 ans pour participer à la coupe du monde des moins de 17 ans en 2019. Il ne joue qu'un seul match lors de ce tournoi et son équipe s'incline en quarts de finale face au Paraguay (4-1 score final). Il ne fait pas d'autres apparitions avec cette sélection.